# Differentiële rotatie
Differentiële rotatie is het verschijnsel bij grote gasachtige lichamen, zoals de zon of grote gasplaneten als Jupiter, Saturnus en Neptunus dat het gas aan de polen langzamer roteert dan gas aan de evenaar. Bij de zon duurt een omwenteling aan de polen meer dan 36 dagen, aan de evenaar is dat 25,5 dagen.
Ook sterrenstelsels vertonen differentiële rotatie. Sterren in het centrum hebben minder tijd nodig voor een rotatie dan sterren verder weg. Deze theorie over de Melkweg werd door Bertil Lindblad opgesteld en in 1927 door observaties van Jan Hendrik Oort bevestigd.